# 殉職
殉職指為工作而付出生命。在具有明顯職務階級區分的職業，如軍人、警務人員、消防人員列表等等，被認定為殉職者往往會被追晉階級、舉行隆重的紀念儀式或榮譽葬禮，並給予遺屬補償金及各種必要協助等。

## 已殉職死因人物的原因列表
- 戰爭中陣亡的前軍人。
- 追捕疑犯時遭殺害的前警務人員。
- 進入災難現場而喪失生命的前消防人員。
- 海上喋血案或海盜案中遇害的前船長、海員及海上保安人員等。
- 施工或挖礦中發生意外的工程部人員礦工。
- 山、河、海等地救人中途遇溺的救生員。
- 銀行刧案中被殺害的保安員及銀行職員。
- 採訪時遇流彈身亡的戰地記者等。
- 因治療和照顧病人而患上傳染病死亡的前醫護人員。
- 演習或訓練時意外身亡的前軍人、警務督導監察人員、消防人員、救護員等。
- 堅持維護大眾安全的前駕駛員。
- 劫机案中遇害的前飞行员及客服人员等。
- 交通車：抽查車票時被逃票途中的乘客交通工具意外發生曾或車禍自殺身亡之殺害其他人仕的列車長或查票員。

## 相關
- 烈士
- 英雄
- 下半旗
- 忠烈祠
- 殉情
- 殉道
- 跳落
- 跳樓自殺
- 自殺
- 誤殺罪
- 兇殺案
- 默哀
- 車禍